# Oreolalax sterlingae
Oreolalax sterlingae ist eine Amphibienart aus der Familie der Asiatischen Krötenfrösche (Megophryidae).

## Beschreibung
Oreolalax sterlingae ist eine kleine Art der Gattung Oreolalax. Die Kopf-Rumpf-Länge beträgt bei Weibchen 44,6 und bei Männchen 36,8 Millimeter. Das Tympanum ist nicht sichtbar. An der Basis der Zehen befindet sich Schwimmhaut. Auf dem Rücken sind runde Warzen vorhanden. An den Flanken befinden sich weiße Flecken. Sowohl Warzen als auch Flecken sind jeweils deutlich abgegrenzt. Die Körperunterseite ist glatt und dunkel marmoriert. Der Interorbitalraum weist keine dreieckigen, dunklen Muster auf. Die Oberseite des Oberschenkels besitzt drei breite, dunkle Querstreifen.

## Vorkommen
Die Art ist bislang nur von der Typlokalität in der Hoàng Liên Sơn-Gebirgskette, Provinz Lào Cai, nördliches Vietnam, bekannt. Die Tiere wurden dort auf einer Höhe von 2900 Meter in einem felsigen Bach in einem Bambuswald gefunden.

## Taxonomie
Oreolalax sterlingae wurde 2013 von Truong Q. Nguyen et al. erstbeschrieben. Die Art ist nach Eleanor J. Sterling vom American Museum of Natural History in New York benannt.